# Parafia św. Wawrzyńca w Krynicznie
Parafia św. Wawrzyńca w Krynicznie – nieistniejąca rzymskokatolicka parafia erygowana w XIII wieku. Od 1 lipca 2019 roku dołączona do parafii w Chwalimierzu (dekanat Środa Śląska).
Przed połączeniem parafia należała do dekanatu Miękinia. W jej skład wchodziły wsie: Gozdawa, Jugowiec, Kryniczno, Wojczyce. Kościół parafialny, cmentarz oraz plebania znajdowały się w Krynicznie. Ostatnim proboszczem parafii był ks. Jacek Aksamski.